# Єльчанінов Богдан Єгорович
Єльчанінов Богдан Єгорович (*31 травня 1744 — †1 травня 1770, Браїла) —полковник у Російсько-турецькій війні 1768–1774. Талановитий український письменник та перекладач, загинув під час Російсько-турецької війни. Вихованець Києво-Могилянської академії.

## Біографія
Народився у старовинній дворянській сім'ї. Навчався в Києво-Могилянській академії від нижчих класів включно до класу філософії. Потім вступив на військову службу. У званні капітана служив у Санкт-Петербурзькому сухопутному шляхетського кадетського корпусі. Брав участь у Російсько-турецькій війні 1768–1774 у званні полковника (нагороджений орденом святого Ґеорґія IV ступеня, 1769).
Літературна діяльність розпочав 1765 перекладом з французької мови «Письма от мистрис Фанни Буртлед к милорду Карлу Альфреду де Кайтобридж» М. Т. Ріккобоні. Належав до літературного гуртка І. Єлагіна (1764–1765), учасники якого розробили методику «перекладу іноземних п'єс на московський лад», намагалися перетворити театр у національно-виховний заклад, який утверджував би у глядачів прагнення до доброчесності. Єльчанінов здійснив переклад драм Д. Дідро «Отец семейства», «Побочный сын», а також переробив комедію Вольтера «Шотландка, или Вольный дом» (поставлена під назвою «Вознаграждённая благочестивость» і мала блискучий успіх). Єльчанінов — автор одноактної комедії «Наказанная вертопрашка» (1764, поставлена 17 січня 1767), свого часу дуже популярної. Працював також над теорією драматичного мистецтва. Свої думки виклав у листах «О драматической поэзии», які поширювалися в списках.
Сучасники підкреслювали гострий розум, широку освіченість, скромність та доброчесність Єлагіна.
Убитий під Браїлою 1 травня 1770 під час Російсько-турецької війни 1768–1774.